# Привреда Аргентине
Привреда Аргентине ослања се на богате природне ресурсе, извозно оријентисану пољопривреду и разнолику индустрију. Због политичких превирања у прошлости бележила је велике успоне и падове. Од краја 1970-их нагомилан је огроман спољни дуг, а висока инфлација је достизала максимум у раздобљу 1989-1991. Због економске кризе влада је покренула процесе либерализације, дерегулације и приватизације. Радикалним монетарним реформама 1991. аргентински пезос је везан уз амерички долар и усвојена нова монетарна политика.
Спољни економски шокови и велика унутрашња потрошња изазвали су све већи унутрашњи и спољашњи дуг од 1995. до коначнога колапса система 2001. Због везаности пезоса за долар привреда Аргентине није могла да конкурише Бразилу, а ни другим земљама које су девалвирале своју валуту и тиме учиниле своју робу конкурентнијом. Резултат је био велики увоз, мали извоз и огроман дуг. Земља је прогласила банкрот 2001, и нагло девалвирала националну валуту. Стране банке су престале да грађанима исплаћују уштеђевине, позивајући се на то да су аргентинска предузећа престала отплаћивати дугове страним банкама.
Привреда се почела опорављати 2002, и то боље него што су предвиђали страни и домаћи аналитичари. Након деценије тржишних реформи постижу се добри резултати, нарочито у извозу, али још увек остаје проблем велике задужености.